# Osco (Faido)
Osco (in dialetto ticinese Vosch) è una frazione di 127 abitanti del comune svizzero di Faido, nel Canton Ticino (distretto di Leventina).

## Geografia fisica
Osco sorge in Val Leventina.

## Storia

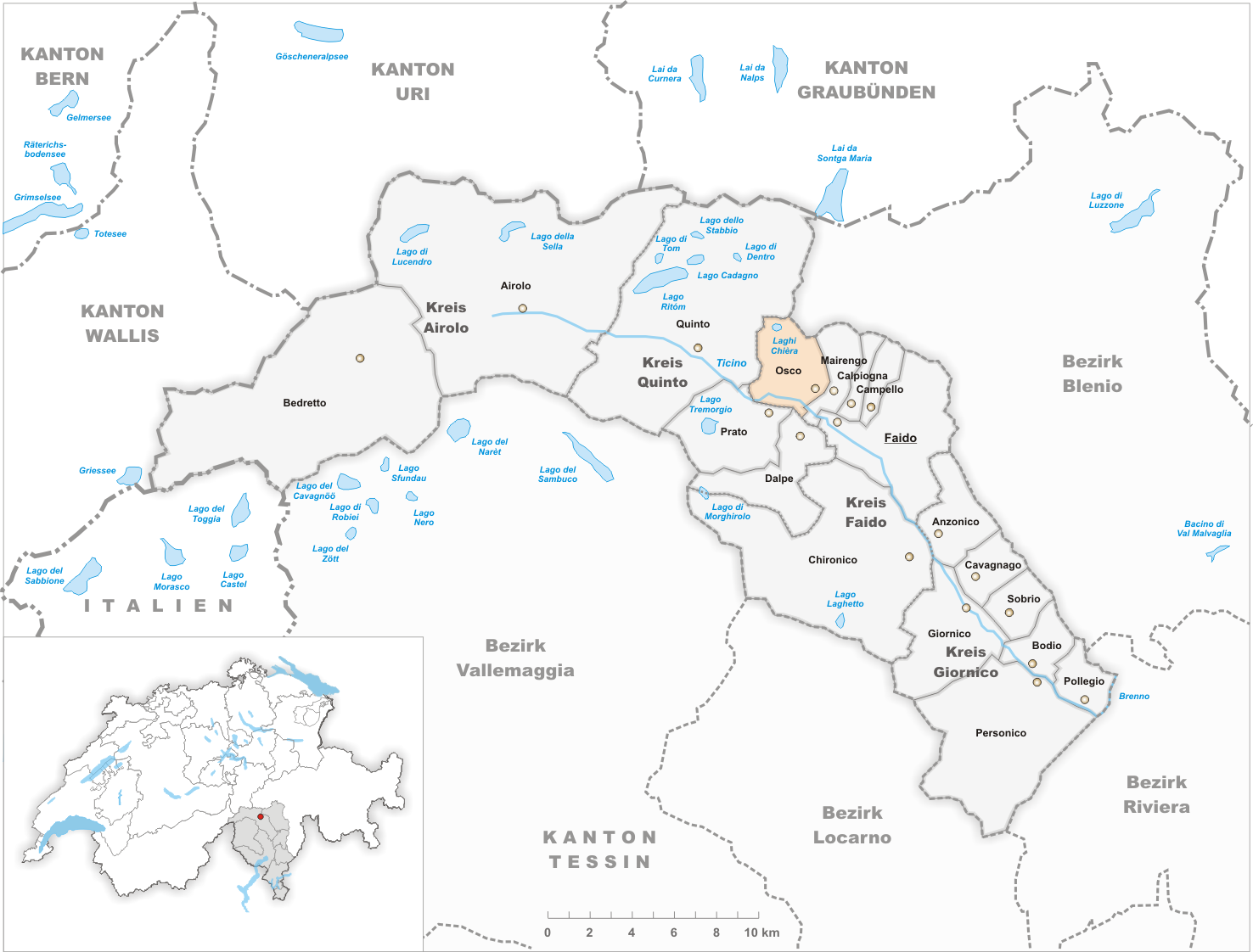
Il territorio del comune di Osco prima degli accorpamenti comunali del 2012

Già comune autonomo che si estendeva per 11,9 km², nel 2012 è stato accorpato al comune di Faido assieme agli altri comuni soppressi di Anzonico, Calpiogna, Campello, Cavagnago, Chironico e Mairengo.
Nell'inverno 1950-1951, il riale di Vigera venne attraversato da una valanga che, prima di terminare la propria corsa sulla strada cantonale,  distrusse alcuni edifici agricoli.

## Monumenti e luoghi d'interesse
- Chiesa di San Maurizio, attestata nel 1171[3];
- Oratorio di San Bernardo in località Freggio[4];
- Cappella dell'Immacolata[senza fonte];
- Cappella del Piottino[senza fonte];
- Cimitero di Freggio[senza fonte];
- Ca' Granda[senza fonte];
- Antica casa leventinese[senza fonte].

## Società

### Evoluzione demografica
L'evoluzione demografica è riportata nella seguente tabella:
Abitanti censiti

## Amministrazione
Ogni famiglia originaria del luogo fa parte del cosiddetto comune patriziale e ha la responsabilità della manutenzione di ogni bene ricadente all'interno dei confini della frazione.